# Університет електрокомунікацій
Університет електрокомунікацій (яп. 電気通信大学, でんきつうしんだいがく; англ. The University of Electro-Communications) — державний університет у Японії. Розташований за адресою: префектура Токіо, місто Тьофу, квартал Тьофуґаока 1-5-1. Відкритий 1949 року. Скорочена назва — Денцу-да́й (яп. 電通大, でんつうだい).

## Факультети
- Факультет електрокомунікацій (яп. 電気通信学部)
- Інформаційно-технічний факультет (яп. 情報理工学部)

## Аспірантура
- Аспірантура електрокомунікацій (яп. 電気通信学研究科)
- Аспірантура інформаційно-технічних наук (яп. 情報理工学研究科)
- Аспірантура інформаційних систем (яп. 情報システム学研究科)